# Adeline Hazan

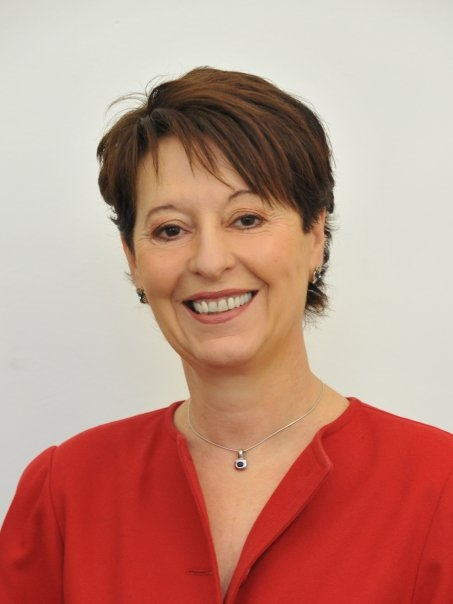
Adeline Hazan (2011)

Adeline Hazan (* 21. Januar 1956 in Paris) ist eine französische Juristin und Politikerin (PS). Sie war von 1999 bis 2008 Mitglied des Europäischen Parlaments, von 2008 bis 2014 Bürgermeisterin von Reims sowie von 2014 bis 2020 Generalkontrolleurin für Orte des Freiheitsentzugs.

## Leben und beruflicher Werdegang
Hazan, deren jüdischer Vater aus Ägypten immigriert war, schloss ihr Studium an der Université Paris 1 Panthéon-Sorbonne 1976 mit einer Maîtrise in Privatrecht ab und erhielt im Jahr darauf das Diplom des Instituts für Kriminologie. Anschließend absolvierte sie die Richterakademie École nationale de la magistrature (ENM). Ab 1980 war sie als Richterin tätig, zunächst als Vollstreckungsrichterin in Châlons-sur-Marne, ab 1983 als Jugendrichterin in Nanterre. In dieser Zeit war sie von 1986 bis 1989 auch Präsidentin des französischen Richterverbandes Syndicat de la magistrature. Nach Stationen als Abteilungsleiterin im Generalsekretariat für Integration (1990–91) und Zuständige für Kriminalitätsprävention im interministeriellen Ausschuss für Stadtpolitik (1991–95), kehrte sie in das Amt der Jugendrichterin zurück, das sie bis 1997 am Pariser Tribunal de Grande Instance ausübte.
Hazan trat 1992 der Parti Socialiste bei und war im Vorfeld der Präsidentschaftswahl 1995 Justizexpertin im Wahlkampfteam von Lionel Jospin. Anschließend wurde sie in das nationale Sekretariat (Präsidium) der Partei gewählt, wo sie bis 2003 für Gesellschaftsfragen und dann bis zu ihrem Ausscheiden aus der Parteiführung 2014 für Frauenrechte zuständig war. Von 1997 bis 1999 beriet sie die Arbeits- und Sozialministerin Martine Aubry in Fragen der Stadtpolitik und Integration. Hazan gehörte ab 1998 dem Regionalrat von Champagne-Ardenne an. 1999 wurde sie erstmals in das Europäische Parlament gewählt, dem sie bis 2008 angehörte. Dort saß sie in der Sozialdemokratischen Fraktion und war Mitglied im Ausschuss für bürgerliche Freiheiten, Justiz und Inneres.
Bei der Kommunalwahl 2001 in Reims war sie Spitzenkandidatin der Linken, unterlag aber dem konservativen Amtsinhaber Jean-Louis Schneiter und wurde Oppositionsführerin im Stadtrat. Sieben Jahre später gewann sie hingegen die Bürgermeisterwahl in der traditionell bürgerlich regierten Stadt mit 42 % im ersten und 56 % im zweiten Wahlgang, wobei sie von der mangelnden Geschlossenheit der Rechtsparteien profitierte. Sie war die erste Frau, die das Amt des Bürgermeisters von Reims innehatte und amtierte von März 2008 bis April 2014. Bei der Kommunalwahl 2014 wurde sie jedoch nicht wiedergewählt und unterlag dem konservativen Kandidaten Arnaud Robinet.
Ab dem 16. Juli 2014 bekleidete sie für sechs Jahre das Amt der Contrôleure Général des Lieux de Privation de Liberté (Generalkontrolleurin der Orte des Freiheitsentzugs). Der Contrôleur Général des Lieux de Privation de Liberté ist eine Regierungsbehörde mit richterlicher Unabhängigkeit (autorité administrative indépendante). Aufgabe der Behörde ist es, Menschenrechtsverletzungen von Verhafteten oder Gefangenen zu verhindern und aufzudecken. Dazu kann sie jede Freiheitsentziehungsanstalt (Abschiebezonen, Polizeistationen, Gefängnisse, geschlossene Anstalten etc.) auch ohne Vorankündigung kontrollieren und Einsicht in jede Akte fordern. Bei möglichen Menschenrechtsverletzungen kann sie bei der zuständigen Behörde um disziplinarische Verfahren bitten oder für Strafverfolgungen den Staatsanwalt informieren. Die Ergebnisse der Kontrollen werden jährlich in einem öffentlichen Bericht an den französischen Staatspräsidenten und an das Parlament zusammengefasst.